# Distrito de Cahuapanas

División política del departamento de Loreto.

El distrito peruano de Cahuapanas es uno de los 6 distritos de la Provincia de Datem del Marañón, ubicada en el Departamento de Loreto, perteneciente a la Región Loreto, Perú.
Desde el punto de vista jerárquico de la Iglesia católica forma parte del Vicariato Apostólico de Yurimaguas, también conocido como Vicariato Apostólico de San Gabriel de la Dolorosa del Marañón.

## Geografía
El territorio distrital queda conformado por dos subcuencas: la cuenca principal del río Cahuapanas, que desemboca en el río Marañon; y la subcuenca del río Sillay, que desemboca en el río Cahuapanas poco antes de su entrada al Marañon.
En la zona existe todavía una rica biodiversidad en especies de flora y de fauna silvestre.

## Desarrollo
Actualmente los jóvenes del Distrito de Cahuapanas están realizando estudios para aprovechar el potencial de la biodiversidad con fines turísticos.

## Geografía humana
En este distrito de la Amazonia peruana habita la etnia Cahuapana grupo Chayahuita autodenominado  Campo Piyapi .
Documentos de la Municipalidad afirman que la población distrital está constituida por un 52% de población Shawi, por el 40% de gente Awajún, y tan sólo el 8% de población mestiza.

## Historia
Por Ley de 2 de agosto de 2005 se regulariza el nombre de la capital del distrito Cahuapanas, pasando a denominarse Santa María de Cahuapanas.